# Kalózpók
A kalózpók (Pirata piraticus) a pókszabásúak (Arachnida) osztályának a pókok (Araneae) rendjébe, ezen belül a főpókok (Araneomorphae) alrendjébe és a farkaspókfélék (Lycosidae) családjába tartozó faj.

## Előfordulása
A kalózpók Közép-Európában mindenütt gyakori, lelőhelyein többnyire nagy egyedszámban fordul elő.

## Megjelenése
A kalózpók megjelenésében és életmódjában a szegélyes vidrapókhoz hasonló, de annál lényegesen kisebb. Testhosszúsága 5-8 milliméter. Szemeinek elhelyezkedése némileg eltérő: a hátsó 4 szem által alkotott trapéz hosszúsága és szélessége (akárcsak a farkaspókoknál) megegyezik. A Pirata-fajok a többi farkaspókoktól abban különböznek, hogy a fejtorukon felül egy világos, hosszanti irányú sávot villa alakban közrefogó, sötét, gerincszerű kiemelkedés látható. A kalózpók világosabb vagy sötétebb barna, potrohán lándzsa alakú világos folttal és mögötte párosával elrendezett fehér pontokkal. A test két oldalán többnyire egy elmosódott, fehér hosszsáv található.

## Életmódja
A kalózpók különböző álló- és folyóvizek, lápok, vízpartok lakója.

## Szaporodása
A párzási ideje a tavasz vége, nyár eleje (május–június). A hím ekkor násztáncot lejt a nőstény előtt.